# Свети Илия (Олимп)
Вижте пояснителната страница за други значения на Свети Илия.
„Свети Илия“ (на гръцки: Προφήτη Hλία) е православна църква на едноименния връх Профитис Илияс в планината Олимп, Егейска Македония, Гърция, част от Китроската, Катеринска и Платамонска епархия. Разположена на 2803 m надморска височина, църквата е най-високата в страната.

## История
Според легендата църквата е изградена на Профитис Илияс в средата на XVI век от Свети Дионисий Олимпийски. Представлява еднокорабен храм с нисък таван. Каменната църква е повреждана многократно от атмосферните влияния и съответно е многократно възстановявана. Последното обновяване е особено внимателно и е в канона на типологията на селските сгради. Както зидарията, така и покритието на покрива са направени от камъни и плочи, събрани на място.